# Tārkheh
Tārkheh (persiska: تارخه) är en ort i Iran.   Den ligger i provinsen Nordkhorasan, i den nordöstra delen av landet, 600 km öster om huvudstaden Teheran. Tārkheh ligger 1 639 meter över havet och antalet invånare är 206.
Terrängen runt Tārkheh är huvudsakligen kuperad, men åt nordväst är den platt. Runt Tārkheh är det ganska glesbefolkat, med 31 invånare per kvadratkilometer. Närmaste större samhälle är Now Deh, 12,5 km nordväst om Tārkheh. Omgivningarna runt Tārkheh är i huvudsak ett öppet busklandskap.